# Jeskyně v Čertově skále
Jeskyně v Čertově skále (slovensky Jaskyňa v Čertovej skale nebo také Ľubochnianska jaskyňa) je jeskyně ve Velké Fatře. Nachází se v Ľubochnianské dolině. Jeskyně je inaktivní fluviokrasově-řítivá. Je největší jeskyní Ľubochnianské doliny. Kromě ní se v okolí nachází ještě 11 menších jeskyní. Druhou největší jeskyní je Převis v Čertově skále s délkou 11 m.

## Charakteristika
Celková délka jeskyně je 28 m. Nachází se v nadmořské výšce 610 m n. m. Jeskyně obsahuje krasovou výzdobu.

## Vznik
Jeskyně je stará několik tisíc let, vznikla vymýváním mateřské horniny řekou. Dalším zvětráváním se vytvořily řítivé praskliny.